# Ángel Casero
Ángel Luis Casero Moreno, född 27 september 1972 i Albalat dels Tarongers, Valencia, är en spansk före detta professionell tävlingscyklist.
Ángel Casero är tvåfaldig spansk mästare på landsväg, 1998 och 1999. 2000 kom han tvåa i Vuelta a España, 2 minuter och 33 sekunder bakom landsmannen Roberto Heras.
2001 vann Casero Vuelta a España med en marginal på 47 sekunder till tvåan Óscar Sevilla. Casero bar aldrig den guldfärgade ledartröjan under 2001 års Vuelta a España utan övertog ledningen på den allra sista etappen, en 38 kilometer lång tempoetapp i Madrid.
1999 slutade Casero på femte plats i Tour de France.

## Meriter
1995
- Clásica a los Puertos de Guadarrama

1997
- 1:a Vuelta a Castilla y León

1998
- Nationsmästerskapens linjelopp

1999
- Nationsmästerskapens linjelopp

2000
- 2:a Vuelta a España

2001
- 1:a Vuelta a España

## Stall
- Banesto 1993–1997
- Vitalicio Seguros-Grupo Generali 1998–1999
- Festina 2000–2001
- Coast 2002–2003
- Bianchi 2003
- Comunidad Valenciana 2004–2005